# Municipalità 10 di Napoli
La Municipalità 10 è uno dei 10 municipi in cui è suddiviso il comune di Napoli, istituiti il 10 febbraio 2005. Confina con il comune di Pozzuoli.

## Dati territoriali
Il territorio della municipalità è formato da 2 quartieri:
| Quartiere   | Superficie | Abitanti |
| ----------- | ---------- | -------- |
| Bagnoli     | 7,96 km²   | 23 333   |
| Fuorigrotta | 6,20 km²   | 71 808   |
| Totale      | 14,16 km²  | 95 141   |

## Zone appartenenti
- Agnano Terme
- Antiniana
- Nisida
- Parco San Paolo
- Rione Cavalleggeri d'Aosta
- Rione Duca d'Aosta
- Rione La Loggetta
- Rione Lauro
- Rione Miraglia

## Amministrazione
| Periodo | Periodo   | Primo Cittadino      | Partito              | Carica     | Note  |
| ------- | --------- | -------------------- | -------------------- | ---------- | ----- |
| 2011    | 2016      | Giorgio De Francesco | Partito Democratico  | Presidente | [ 2 ] |
| 2016    | 2021      | Diego Civitillo      | De Magistris Sindaco | Presidente |       |
| 2021    | in carica | Carmine Sangiovanni  | Partito Democratico  | Presidente |       |

|2022
|in carica
|Sergio Lomasto
|[[Movimento 5 stelle 2050
(Italia)|Movimento 5 stelle 2050]]
|Vice Presidente